# Gare de Kurtzenhouse
Gare de Kurtzenhouse – przystanek kolejowy w miejscowości Kurtzenhouse, w departamencie Dolny Ren, w regionie Grand Est, we Francji. Jest zarządzany przez SNCF i obsługiwany przez pociągi TER Grand Est.

## Położenie
Znajduje się na linii Strasbourg – Lauterbourg, na km 12,298 między stacjami Weyersheim i Bischwiller, na wysokości 139 m n.p.m.

## Historia
Stacja została otwarta 17 lipca 1855 przez Compagnie des chemins de fer de l’Est wraz z odcinkiem linii między Vendenheim i Haguenau.

## Linie kolejowe
- Linia Vendenheim – Wissembourg